# Unterschächen
Unterschächen es una comuna suiza del cantón de Uri, situada al noreste del cantón, en la frontera con el cantón de Schwyz. Limita al norte con las comunas de Bürglen y Muotathal (SZ), al este y oeste con Spiringen, al sur con Silenen, y al suroeste con Schattdorf.

## Ciudades hermanadas
- Grenchen (desde 1968).